# Badnerlied
Le Badnerlied est l'hymne non officiel du Pays de Bade, une des deux entités composant le Land allemand du Bade-Wurtemberg.

## Origine
La chanson a été composée probablement aux alentours de 1865 autour d'une chanson populaire de Saxe. Les points de référence pour la datation du Badnerlied sont la mention du fort de Rastatt et l'industrialisation  de Mannheim. La strophe Alt-Heidelberg, Du feine a été ajoutée à partir de la nouvelle Trompeter von Bad Säckingen (Les trompettes de Bad Säckingen) de l'écrivain badois Joseph Victor von Scheffel, rédigée entre 1852 et 1854.
La première version imprimée du Badnerlied avec ses cinq strophes date de 1906 et se trouve dans le livre de chansons militaires du 113e régiment d'infanterie Marschlieder des 5. badischen Infanterieregiments Nr. 113 de Karl Pecher.

## Signification
Au cours des années 1920, l'on réfléchit sans succès à établir un hymne officiel pour le Pays de Bade. La chanson connut cependant un renouveau dans les années 1950, et ce malgré la réunification des anciens états au sein du Land de Bade-Wurtemberg. Dès lors, cet air est de loin l'hymne régional le plus populaire d'Allemagne du sud ouest.

## Texte
Version originale :
Das schönste Land in Deutschlands Gau’n,
das ist mein Badner Land.
Es ist so herrlich anzuschaun
und ruht in Gottes Hand.
Refrain:
D’rum grüß ich dich mein Badnerland,
du edle Perl’ im deutschen Land, deutschen Land.
frisch auf, frisch auf; frisch auf, frisch auf;
frisch auf, frisch auf mein Badnerland.
Zu Haslach gräbt man Silbererz,
Bei Freiburg wächst der Wein,
im Schwarzwald schöne Mädchen,
ein Badner möcht’ ich sein.
D’rum grüß ich dich mein Badnerland,
du edle Perl’ im deutschen Land, deutschen Land.
frisch auf, frisch auf; frisch auf, frisch auf;
frisch auf, frisch auf mein Badnerland.
In Karlsruh’ ist die Residenz,
in Mannheim die Fabrik.
In Rastatt ist die Festung
und das ist Badens Glück.
D’rum grüß ich dich mein Badnerland,
du edle Perl’ im deutschen Land, deutschen Land.
frisch auf, frisch auf; frisch auf, frisch auf;
frisch auf, frisch auf mein Badnerland.
Alt-Heidelberg, du feine,
du Stadt an Ehren reich,
am Neckar und am Rheine,
kein’ and’re kommt dir gleich.
D’rum grüß ich dich mein Badnerland,
du edle Perl’ im deutschen Land, deutschen Land.
frisch auf, frisch auf; frisch auf, frisch auf;
frisch auf, frisch auf mein Badnerland.
Der Bauer und der Edelmann,
das stolze Militär
die schau’n einander freundlich an,
und das ist Badens Ehr.
Version traduite :
Le plus beau pays de toute l'Allemagne
C'est mon Pays de Bade
Il est si beau à voir
et repose dans la main de Dieu.
Refrain:
C'est pour ça que je te salue mon Pays de Bade
Toi la perle d'Allemagne, d'Allemagne
Fier de toi, fier de toi, fier de toi
Fier de toi, fier de toi mon Pays de Bade.
A Haslach l'on creuse de l'argent
A Fribourg pousse le vin
En Forêt Noire se trouvent les belles filles
Je veux z'être un Badois
Refrain:
C'est pour ça que je te salue mon Pays de Bade
Toi la perle d'Allemagne, d'Allemagne
Fier de toi, fier de toi, fier de toi
Fier de toi, fier de toi mon Pays de Bade.
A Karlsruhe se trouve la Résidence' ' (ndt: Du Margrave de Bade)
A Mannheim la Fabrique.
A Rastatt se trouve la forteresse
Et ça, c'est la chance (fierté) de Bade
Refrain:
C'est pour ça que je te salue mon Pays de Bade
Toi la perle d'Allemagne, d'Allemagne
Fier de toi, fier de toi, fier de toi
Fier de toi, fier de toi mon Pays de Bade.
Vieille-Heidelberg, toi la raffinée,
Toi la ville pleine d'honneurs, 
Au Neckar et au Rhin,
Personne n'arrive à ta hauteur.
Refrain:
C'est pour ça que je te salue mon Pays de Bade
Toi la perle d'Allemagne, d'Allemagne
Fier de toi, fier de toi, fier de toi
Fier de toi, fier de toi mon Pays de Bade.
Le paysan et le noble, 
 S'admirent plein de joie,
 Et ça, c'est l'honneur badois.

## Littérature (en allemand)
- Waltraud Linder-Beroud: Ein neues Land – ein neues Lied? In: Badische Heimat (de) 82 (2002), S. 96−109.
- Lutz Röhrich (de): „… und das ist Badens Glück“. Heimatlieder und Regionalhymnen im deutschen Südwesten. Auf der Suche nach Identität. In: Jahrbuch für Volksliedforschung, Jg. 35 (1990), S. 14−25.

## Liens (en allemand)
- Badnerlied (Text, Noten, MP3-Datei)
- Seite mit zahlreichen Beispielen für hinzugedichtete Strophen
- Das Badnerlied und andere südwestdeutsche Heimatlieder